# Roland Shires
Roland Shires (* 1871) war ein in England geborener Fußballspieler und -schiedsrichter.

## Werdegang
Als Kaufmann in Wien ansässig spielte er für den dortigen Vienna Cricket and Football-Club Fußball und wahrscheinlich auch Cricket. Nachdem er von seiner Firma als Niederlassungsleiter nach Budapest entsandt wurde, schloss er sich dort dem MTK an.
Als Schiedsrichter schien er erstmals in einem Spiel zwischen den Cricketern und dem Budapesti TC am 25. März 1898 auf dem WAC-Platz am Wiener Prater vor 450 Zusehern auf, das die Heimmannschaft mit 3:1 gewann. Es war in jener Zeit durchaus üblich, dass Spieler auch als Schiedsrichter fungierten.
Geschichte machte er, als er am 12. Oktober 1902, ebenso auf dem WAC-Platz, das Städtespiel zwischen Wien und Budapest leitete, das die Österreicher vor 500 Zusehern mit 5:0 gewannen. Später wurde das Spiel als Länderspiel anerkannt, und damit zum ersten, das auf dem europäischen Kontinent ausgetragen wurde. Nur drei Monate zuvor, am 20. Juli fand in Montevideo das erste Länderspiel außerhalb der Britischen Inseln statt, als dort Argentinien die heimischen Uruguayer mit 6:0 besiegte.
Er wird noch bei drei weiteren Spielen Wiener Vereinsmannschaften gegen ausländische Gastmannschaften aufgeführt. So am 27. März  1903 bei einer Partie, die SK Rapid Wien mit 5:0 gegen FAK Sopron aus Ungarn gewann, und am 12. April bei einer 1:4-Niederlage der Cricketer gegen den deutschen Meister VfB Leipzig. Am 22. April pfiff er bei einer 2:7-Niederlage des First Vienna FC gegen den Rangers FC aus Glasgow.
Im Ur-Länderspiel am 8. April 1901 gegen die Schweiz stand mit Teddy Shires ein Cricketer in der Aufstellung.

## Name und Lebensdaten
Möglicherweise handelt es sich bei diesem Artikel um einen historisch ungenaue Vermischung von John W. Shires (um 1850–1925) und Edward „Teddy“ Shires.
Als Schiedsrichter der Partie zwischen Wien und Budapest wird an anderer Stelle John W. Shires angegeben. John Shires, einer der Gründer des Vienna Cricket and Football-Club, starb am 23. September 1925 im Alter von 75 Jahren.
Sein Sohn Teddy Shires (1878/79–1937) spielte als Stürmer für den Vienna Cricket and Football-Club und übersiedelte um 1905 nach Budapest, wo er 1937 starb.